# Departamento de Luján
Departamento de Luján är en kommun i Argentina.   Den ligger i provinsen Mendoza, i den centrala delen av landet, 1 000 km väster om huvudstaden Buenos Aires. Antalet invånare är 104 470.
Omgivningarna runt Departamento de Luján är i huvudsak ett öppet busklandskap. Runt Departamento de Luján är det ganska glesbefolkat, med 24 invånare per kvadratkilometer.